# گریو دیگر (گروه موسیقی)
گریو دیگر (به انگلیسی: Grave Digger) یک گروه هوی متال آلمانی است که اولین بار در سال ۱۹۸۰ توسط کریس بولتندال و پیتر ماسون تشکیل شد. از اوایل تا اواسط دههٔ ۱۹۸۰ در صحنهٔ هوی متال کشور مادری خود، گریو دیگر به عنوان یکی از به اصطلاح «چهار بزرگ» پاور متال آلمانی، همراه با گروه‌های هلووین، ریج و رانینگ وایلد شناخته شده است.

## تاریخچهٔ گروه

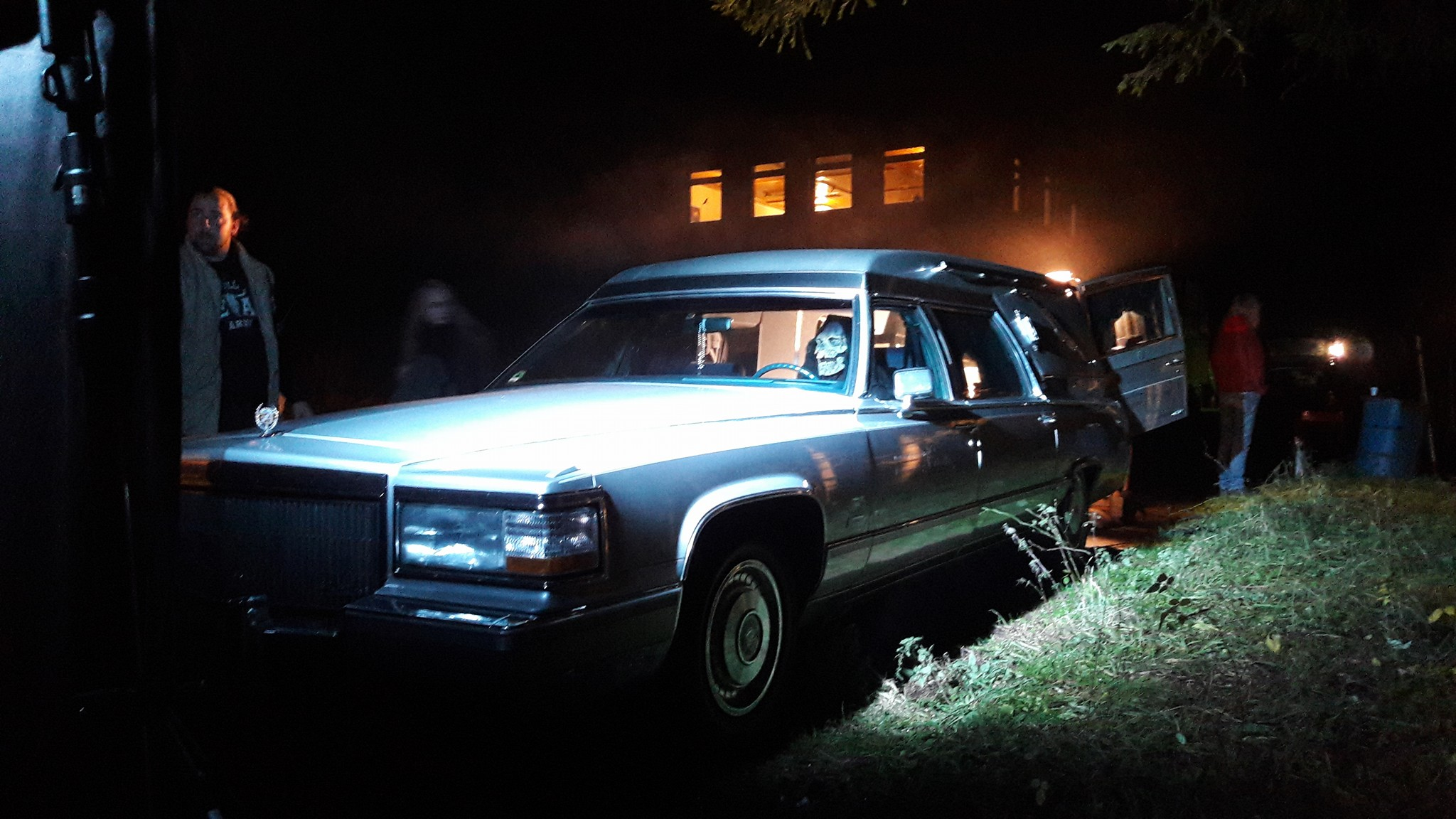
کادیلاک به عنوان ماشین نعش کش برای موزیک ویدیو "Healed by Metal" توسط گروه Grave Digger استفاده شد.

### سالهای اولیه و انشعاب (۱۹۸۷–۱۹۸۰)
پس از حضورهای مختلف در جشنواره‌های کوچک، گروه دو آهنگ را برای آلبوم تلفیقی Rock from Hell در سال ۱۹۸۳ ضبط کرد. یک سال بعد، گریو دیگر که اکنون شامل کریس بولتندال (خواننده)، پیتر ماسون (گیتار)، ویلی لاکمن (بیس) و آلبرت اکارت (درامز) است، اولین آلبوم خود را به نام Heavy Metal Breakdown منتشر کرد.
در سال ۱۹۸۵، با جدا شدن لاکمن از گروه، آنها دومین آلبوم خود را با نام Witch Hunter ضبط و منتشر کردند. تنها پس از تکمیل آلبوم، جایگزینی برای لاکمن، به نام سی.اف. برنک پیدا شد. حضورهای بیشتری در جشنواره توسط آنها دنبال شد، توری با هلووین به عنوان مهمان ویژه و در نهایت آلبوم سوم آنها War Games در ژانویه ۱۹۸۶منتشر شد. برای تبلیغ این آلبوم، یک تور سه‌گانه با گروه‌های سلتیک فراست و هلووین دنبال شد. پس از آن، پیتر ماسون جای خود را به اووه لولیس داد. در سال ۱۹۸۷ نام گروه به «دیگر» تغییر یافت، نامی که تحت آن آلبوم Stronger Than Ever منتشر شد. این آلبوم شکست خورد، زیرا توسط طرفداران یا توده‌های مردم پذیرفته نشد. در نتیجه، بولتندال در پایان سال ۱۹۸۷، فروپاشی گروه را اعلام کرد.

### اصلاحات و آلبوم‌های سه‌گانهٔ قرون وسطی (۱۹۹۹–۱۹۹۱)
در سال ۱۹۹۱، گروه تا حدی اصلاح شد. بولتندال و لولیس به همراه دو تازه‌وارد به نام‌های تومی گوتلیچ و یورگ مایکل که درامرهای گروه‌های ریج و رانینگ وایلد بودند، در سال ۱۹۹۳ یک ضبط بازگشتی به نام The Reaper منتشر کردند. این آلبوم، بازگشتی به ریشه‌های واقعی گریو دیگر بود. در همان سال آلبوم The Best of the Eighties منتشر شد. این آلبوم، چیزی شبیه به بهترین آلبوم از آهنگ‌های قبلی آنها بود.
در سال ۱۹۹۴ با یک آلبوم چندآهنگه با عنوان Symphony of Death دنبال شد. در این میان، گریو دیگر، که اکنون با یک درامر جدید، فرانک اولریچ، تور آلمان را برگزار می‌کرد، در نقش دست‌گرمی (پیش‌درآمد) برای منووار بازی کرد. در سال ۱۹۹۵ آلبوم Heart of Darkness ظاهر شد.
در سال ۱۹۹۶، استفان آرنولد درامر جدید گروه شد. همان سال آلبوم مفهومی Tunes of War منتشر شد که به تاریخ اسکاتلند می‌پرداخت. این آلبوم اولین قسمت از سه‌گانهٔ قرون وسطی بود. دومین آلبوم، Knights of the Cross، با جینس بکر به عنوان نوازندهٔ گیتار بیس، در سال ۱۹۹۸ منتشر شد و دربارهٔ ظهور و سقوط شوالیه‌های معبد بود. قسمت پایانی این سه‌گانه در سال ۱۹۹۹ با Excalibur به پایان رسید. این آلبوم به بررسی افسانهٔ شاه آرتور و شوالیه‌های میز گرد می‌پردازد. مدت کوتاهی پس از آن، به زودی توری با هانس پیتر کاتزنبورگ، نوازندهٔ کیبورد، که بعداً عضو دائمی گروه شد، ادامه یافت.

### آلبوم‌های حفار قبر و راینگولد (۲۰۰۴–۲۰۰۰)
در سال ۲۰۰۰، گریو دیگر بیستمین سالگرد خود را جشن گرفت. به همین مناسبت، آنها در یک کنسرت پرفروش در سالن Zeche در بوخوم آلمان برنامه اجرا کردند. بسیاری از محبوب‌ترین آهنگ‌های گروه در کنار آهنگ‌های کمتر شناخته شدهٔ دیگری نواخته شدند. همچنین تعدادی از بازیگران مختلف مکمل با گریو دیگر ظاهر شدند. این کنسرت همچنین فصل تعیین‌کننده‌ای در تاریخ گروه بود، زیرا اووه لولیس گیتاریست مدت کوتاهی قبل از کنسرت به دلایل شخصی و کاری گروه را ترک کرد.
جایگزینی برای لولیس، گیتاریستی به نام مانی اشمیت (سابق گروه ریج) پیدا شد. در سال ۲۰۰۱ آلبوم The Grave Digger همراه با او و کمپانی جدید نوکلیر بلست منتشر شد. آثار ادگار آلن پو به عنوان الهام بخش شعر آلبوم جدید بود. اولین آلبوم زندهٔ آنها Tunes of Wacken، در سال ۲۰۰۲ ظاهر و با انتشار اولین دی‌وی‌دی آنها به همین نام همراه شد. آلبوم بعدی Rheingold در ۲۶ مه ۲۰۰۳ منتشر شد، که بر اپرای حلقه نیبلونگ اثر ریشارد واگنر متمرکز بود. آنها توری را برای حمایت از آلبوم در اوایل سال ۲۰۰۴ آغاز کردند.

### آلبوم‌های شام آخر و تصنیف‌های یک جلاد (۲۰۰۹–۲۰۰۵)
پس از تور موفق راینگولد، گروه آلبوم دیگری به نام The Last Supper را ضبط کرد که در ۱۷ ژانویه ۲۰۰۵ منتشر شد. این اثر هنری برای اولین بار در نوامبر ۲۰۰۴ معرفی شد که بازخورد مثبتی دریافت کرد. تعدادی از طرفداران به دلیل انگیزه از این اثر هنری ناامید شدند. گروه بیانیه‌ای صادر کرد و گفت که جلد پیام شیطان و علیه مسیحیان نیست، بلکه نمایشی از یک عیسی مسیح افسرده در آخرین روزهای زندگی قبل از مرگش است. برخلاف آلبوم‌های قبلی‌شان، «The Last Supper» با وجود چندین آهنگ دربارهٔ آخرین روزهای عیسی، یک آلبوم مفهومی نبود. به گفتهٔ این گروه، نسبت به تلاش‌های قبلی گروه، «متال بیشتر، اشتیاق و قدرت بیشتری» دارد. کمتر از یک ماه بعد، گروه توری را با گروه‌های Stormhammer و Astral Doors در آندرناخ، زادگاه مانی اشمیت آغاز کرد.
اکتبر ۲۰۰۵ شاهد انتشار یک دی‌وی‌دی زنده با عنوان 25to Live بودیم که به مناسبت بیست و پنجمین سالگرد گروه در سائوپائولو ضبط شد. در دسامبر ۲۰۰۶، تعدادی از مهمانی‌های انتشار برای آلبوم بعدی گروه، Liberty or Death، که در ۱۲ ژانویه ۲۰۰۷ منتشر شد، اعلام شد. یک تور دو تیتر، همراه با گروه تریون دنبال شد که از ۱۷ ژانویه ۲۰۰۷ در اسن آلمان آغاز شد.
در اواخر فوریه ۲۰۰۸، گریو دیگر شروع به نوشتن مطالب جدید کرد. در اواسط اوت، آنها با گیتاریست دیگری به نام تیلو هرمان وارد استودیوهای Principal شدند تا سیزدهمین آلبوم استودیویی خود را با عنوان Ballads of a Hangman ضبط کنند که در ۹ ژانویه ۲۰۰۹ تحت نام ناشر جدیدشان ناپالم رکوردز منتشر شد. این اولین آلبوم آنها با دو گیتاریست بود.
در فوریه ۲۰۰۹، گروه راه خود را با تیلو هرمان به دلیل هیجان ایجاد شده توسط یک گیتاریست دوم و فضای آزاد روی صحنه و جنبه‌های موسیقی که توسط هر عضو قدیمی گروه به‌طور مستقل مشاهده می‌شد، جدا کرد. در اوایل اکتبر، مانی اشمیت به دلیل اختلافات مداوم با کریس بولتندال گروه را ترک کرد.

### آلبوم‌های قبیله‌ها دوباره برمی‌خیزند و مردگان زنده (۲۰۱۸–۲۰۱۰)
در ۱۲ ژانویه ۲۰۱۰، اشمیت پس از اجرای موقت در طول تاریخ‌های باقی مانده از تور قبلی گروه، توسط گیتاریست، اکسل ریت جایگزین شد. در ۱ اکتبر ۲۰۱۰، گریو دیگر آلبوم The Clans Will Rise Again در اروپا را منتشر کرد که بلافاصله پس از انتشار در آمریکای شمالی نیز منتشر شد. اعضای گروه توضیح می‌دهند که این یک دنبالهٔ آزاد آلبوم Tunes of War در سال ۱۹۹۹۶ است، «اما این بار یک آلبوم مفهومی دربارهٔ تاریخ اسکاتلند نیست، بلکه اثری در مورد اسکاتلند، عرفان و مردم آن است.» در ۱۱ سپتامبر ۲۰۱۱، ویدیویی برای آهنگ «Highland Farewell» برای پخش در دسترس قرار گرفت.
در ۲۷ ژوئیه ۲۰۱۲، گروه یک آلبوم چندآهنگه با عنوان Home at Last با آلبوم Clash of the Gods در ۳۱ اوت ۲۰۱۲ منتشر کرد. آنها از اوایل تا اواخر سال ۲۰۱۲ چندین برنامه در بریتانیا و اروپا اجرا کردند و سپس در سراسر سال ۲۰۱۳ در اروپا و چند برنامه در برزیل در حمایت از آلبوم، تور اجرا کردند.
در فوریه ۲۰۱۴، گروه شروع به ضبط آلبوم بعدی خود با عنوان Return of the Reaper کرد، که در ۱۱ ژوئیه ۲۰۱۴ منتشر شد و تاریخ انتشار بعدی در جای دیگری منتشر شد. در نوامبر ۲۰۱۴، نوازندهٔ کیبورد اچ.پی. کاتزنبرگ گروه را ترک کرد تا زمان بیشتری را صرف پروژه‌های بیرونی کند. او با عضو جدید مارکوس نیپ جایگزین شد، که به اجرا در نقش The Reaper بعد از کاتزنبرگ ادامه داد.
در اکتبر ۲۰۱۵، آلبوم Exhumation – The Early Years منتشر شد، که بر اساس یک بیانیهٔ مطبوعاتی، شامل نسخه‌های ضبط شده‌ای از «کلاسیک‌های مطلق گروه با صدایی پویا و قدرتمند ۲۰۱۵» است.
در ژوئن ۲۰۱۶، گریو دیگر وارد استودیو شد تا شروع به کار بر روی آلبوم بعدی خود با عنوان Healed by Metal را آغاز کند که در ۱۳ ژانویه ۲۰۱۷ منتشر شد. آنها توری را با گروه بلایند گاردین به‌عنوان حمایت از تور آمریکای شمالی که از آلبوم Beyond the Red Mirror حمایت می‌کرد، آغاز کردند.
در مارس ۲۰۱۸، گروه برای ضبط نوزدهمین آلبوم خود The Living Dead به استودیو بازگشت که در ۱۴ سپتامبر ۲۰۱۸ منتشر شد و یک تور اروپایی در ژانویه ۲۰۱۹ برگزار شد. در ۲۵ ژوئن ۲۰۱۸، استفان آرنولد درامر قدیمی، گروه را ترک کرد و مارکوس نیپ جایگزین او شد.

### آلبوم مزارع خون (۲۰۲۰–اکنون)
بیستمین آلبوم گریو دیگر با نام Fields of Blood در ۲۹ مه ۲۰۲۰ به مناسبت چهلمین سالگرد تأسیس گروه منتشر شد. آلبوم بعدی Symbol of Eternity در ۲۶ اوت ۲۰۲۲ منتشر شد. در ۱۰ سپتامبر ۲۰۲۳، گروه جدایی گیتاریست اکسل ریت را اعلام کرد. او با عضو جدید، توبیاس کرستینگ، گیتاریست سابق گروه Orden Ogan جایگزین شد.

## اعضا

### ترکیب فعلی
- کریس بولتندال – آواز (۱۹۸۰–اکنون)؛ گیتار بیس (۱۹۸۲–۱۹۸۰، ۱۹۸۵)
- توبیاس «توبی» کرستینگ – گیتار (۲۰۲۳–اکنون)
- ینس بکر – بیس (۱۹۹۸–اکنون)
- مارکوس نیپ – کیبورد (۲۰۱۴–اکنون)؛ درامز (۲۰۱۸–اکنون)

### اعضای سابق
- لوتز اشملزر – درامز (۱۹۸۰)
- پیتر میسون - گیتار (۱۹۸۶–۱۹۸۰)
- فیلیپ سیبل – درامز (۱۹۸۲–۱۹۸۱؛ درگذشت ۲۰۰۲)
- مارتین گرلیتزکی – بیس (۱۹۸۳)
- ویلی لاکمن - بیس (۱۹۸۴–۱۹۸۳؛ درگذشت ۲۰۱۳)
- آلبرت اکارت – درامز (۱۹۸۶–۱۹۸۳)
- سی.اف. برنک – بیس (۱۹۸۶–۱۹۸۵)
- پیتر برایتنباخ – درامز (۱۹۹۲–۱۹۹۱)
- تومی گوتلیچ – بیس (۱۹۹۷–۱۹۹۱)
- اووه لوئیس – گیتار (۲۰۰۰–۱۹۸۶)
- یورگ مایکل – درامز (۱۹۹۴–۱۹۹۳)
- فرانک اولریش – درام (۱۹۹۵)
- هانس پیتر «اچ‌پی» کاتزنبرگ – کیبورد (۲۰۱۴–۱۹۹۶)
- استفان آرنولد – درام (۲۰۱۸–۱۹۹۶)
- مانی اشمیت – گیتار (۲۰۰۹–۲۰۰۰)
- تیلو هرمان – گیتار (۲۰۰۹–۲۰۰۷)
- اکسل ریت – گیتار (۲۰۲۳–۲۰۰۹)

## آلبوم‌ها
| - Heavy Metal Breakdown (1984) - Witch Hunter (album)\|Witch Hunter (1985) - War Games (Grave Digger album)\|War Games (1986) - Stronger Than Ever (album)\|Stronger Than Ever (1986) (as Digger) - The Reaper (Grave Digger album)\|The Reaper (1993) - Heart of Darkness (Grave Digger album)\|Heart of Darkness (1995) - Tunes of War (1996) - Knights of the Cross (album)\|Knights of the Cross (1998) - Excalibur (Grave Digger album)\|Excalibur (1999) - The Grave Digger (2001) - Rheingold (Grave Digger album)\|Rheingold (2003) - The Last Supper (Grave Digger album)\|The Last Supper (2005) - Liberty or Death (album)\|Liberty or Death (2007) - Ballads of a Hangman (2009) - The Clans Will Rise Again (2010) - Clash of the Gods (Grave Digger album)\|Clash of the Gods (2012) - Return of the Reaper (album)\|Return of the Reaper (2014) - Healed by Metal (2017) - The Living Dead (2018) - Fields of Blood (2020) - Symbol of Eternity (2022) - Tunes of Wacken – Live (2002) - 25 to Live (2005) - The Clans Are Still Marching (2011) - The Best of the Eighties (1993) - Die definitive Biografie (2002) - The History – Part One (2002) - Masterpieces – Best of Album (2002) - Lost Tunes from the Vault (2003) - Exhumation – The Early Years (2015) - Let Your Heads Roll - The Very Best of the Noise Years 1984-1986 (2016) - The Forgotten Years (2023) - 1982 Grave Digger Demo (1982) - Born Again Demo (1983) - Shoot Her Down (1984) - 1991 Grave Digger Demo (1991) - For Promotion Only (1992) - Symphony of Death (1994) - Rebellion (1996) - The Dark of the Sun (1997) - The Battle of Bannockburn (1998) - The Round Table (Forever) (1999) - Rheingold (2003) - Yesterday (Grave Digger-EP)\|Yesterday (2006) - Silent Revolution (2006) - Pray (2008) - Ballads of a Hangman (2009) - The Ballad of Mary (2011) - Home at Last (2012) - Healed by Metal (2016) - Call for War (2016) | - The Middle Ages Trilogy (2002) - The Music Remains the Same: A Tribute to Led Zeppelin (2002) - Circle of Witches (1995) - Rebellion (The Clans Are Marching) (1996) - Dark of the Sun (1997) - Valhalla (2003) - The Last Supper (2005) - Pray (2008) - Ballad of a Hangman (2008) - Highland Farewell (2010) - Home at Last (2012) - Zurück nach Haus (German version of Home at Last) (2012) - Hell Funeral (2014) - Heavy Metal Breakdown (2015) - Healed By Metal (2016) - Lawbreaker (2017) - Zombie Dance (feat. Russkaja) (2018) - Thousand Tears (feat. Noora Louhimo) (2020) - Lions of the Sea (2020) - Hell Is My Purgatory (2022) - King of the Kings (2022) - Season of the Witch (2014) - Call for War (2016) - Fear of the Living Dead (2018) - The Power of Metal (2018) - All for the Kingdom (2020) - Barbarian (2020) - Battle Cry (2022) |